# La Fátima
La Fátima är en ort i Mexiko.   Den ligger i kommunen Ayutla de los Libres och delstaten Guerrero, i den södra delen av landet, 270 km söder om huvudstaden Mexico City. La Fátima ligger 903 meter över havet och antalet invånare är 187.
Terrängen runt La Fátima är lite bergig, och sluttar västerut. Runt La Fátima är det ganska tätbefolkat, med 58 invånare per kvadratkilometer. Närmaste större samhälle är Ayutla de los Libres, 9,4 km väster om La Fátima. I omgivningarna runt La Fátima växer huvudsakligen savannskog.